# Unity (альбом Ларри Янга)
Unity (англ. единство) — пятый альбом американского джазового органиста Ларри Янга и второй, записанный им для Blue Note. Альбом записан 10 ноября 1965 года на студии Van Gelder Studio в Энглвуд-Клифс, Нью-Джерси в составе квартета с барабанщиком Элвином Джонсом, трубачом Вуди Шо (Woody Shaw) и тенор-саксофонистом Джо Хендерсоном (Joe Henderson). Звукорежиссёр Руди Ван Гелдер, сделавший оригинальную запись в 1965 году, ремастировал альбом в 1998 году. Blue Note переиздала альбом на CD, включив его в серию The Rudy Gelder Edition.

## Особенности
Альбом ознаменовал для Ларри Янга отход от канонов соул-джаза в сторону пост-бопа, что было необычно для джазовых органистов 1960-х годов. Также исследователи отмечают влияние на Янга музыки Джона Колтрейна в этот период.
Три из шести пьес на диске принадлежат авторству Вуди Шо. «Zoltan» начинается как военный марш, и в музыке использован фрагмент из сюиты «Хари Янош» Золтана Кодая. Далее звучит тема Шо, написанная в лидийском ладу. «The Moontane» была написана Шо, когда тому было 18 лет, и посвящена Джону Колтрейну. Эта пьеса стала джазовым стандартом. Третья пьеса Шо, быстрая «Beyond All Limits», завершает альбом (и содержит одно из самых ярких органных соло Янга).
«if» — композиция Джо Хендерсона, в основе её структуры — 12-тактовый блюз, однако написанный так, чтобы, по словам автора, «дать солистам более широкий выбор нот».
«Monk’s Dream» — пьеса Телониуса Монка, она исполняется только Ларри на органе и Элвином на ударных. «Softly, as in a Morning Sunrise» — джазовый стандарт, пришедший из оперетты 1928 года и, пожалуй, самый лирический эпизод альбома.

## Обложка
Обложка создана графическим дизайнером Рейдом Майлзом (Reid Miles), постоянно сотрудничавшим с Blue Note в 1950-x-1960-x годах. Лаконичное, но броское графическое изображение стало узнаваемым само по себе. В 2008 году дизайнер Майк Демпси (Mike Dempsey) отметил её в числе своих любимых обложек альбомов.

## Отзывы
Критики позитивно оценили альбом, многие подчеркнули его особое значение в творчестве Янга.
Авторы The Penguin Guide to Jazz отметили «Unity» «короной» и присвоили рейтинг в 4 звезды (максимальный в системе этого справочника). Скотт Яноу назвал альбом «наиболее впечатляющей записью Ларри Янга». Allmusic дал «Unity» 5 баллов.

## Список композиций
| № | Название                        | Автор                                 | Время |
| - | ------------------------------- | ------------------------------------- | ----- |
| 1 | Zoltan                          | Woody Shaw                            | 7:41  |
| 2 | Monk’s Dream                    | Thelonious Monk                       | 5:48  |
| 3 | If                              | Joe Henderson                         | 6:46  |
| 4 | The Moontrane                   | Woody Shaw                            | 7:21  |
| 5 | Softly, as in a Morning Sunrise | Oscar Hammerstein II, Sigmund Romberg | 6:24  |
| 6 | Beyond All Limits               | Woody Shaw                            | 6:02  |

## Участники
- Вуди Шо — труба
- Скотт Хендерсон — тенор-саксофон
- Ларри Янг — орган
- Элвин Джонс — ударные